# (11150) Bragg
Pour les articles homonymes, voir Bragg.
(11150) Bragg est un astéroïde de la ceinture principale.

## Description
(11150) Bragg est un astéroïde de la ceinture principale. Il fut découvert le 21 décembre 1997 à Woomera par Frank B. Zoltowski. Il présente une orbite caractérisée par un demi-grand axe de 2,45 UA, une excentricité de 0,15 et une inclinaison de 2,9° par rapport à l'écliptique.

## Compléments